# 表皮溶解水皰症
表皮溶解水皰症（英語：Epidermolysis Bullosa，簡寫作EB，英文對於泡泡龍兒童又稱Butterfly Children蝴蝶寶貝），在台灣俗稱泡泡龍，是一種罕見的遺傳性疾病，患者皮膚脆弱，稍微摩擦就破皮，形成水泡或血皰，嚴重者甚至口腔、舌頭、食道、腸胃等黏膜部位也會出現水泡，阻塞進食，致營養不良、皮膚變形、肢體萎縮，甚至產生皮膚癌。疾病可能由帶因的父母遺傳，也可能來自自身突變。

## 病患
皮膚分為表皮和之下的真皮，在正常情況下，這兩層皮膚間有結締組織令它們在人活動時一起移動，惟表皮溶解水皰症患者的皮膚聯結組織異常，令兩層皮膚不會一起移動，因此在患者身体活動或受壓時兩層皮膚便出現磨擦而受傷及出現水泡，表皮並進而因無法黏附在真皮上而溶解脫落造成痛楚，患者形容痛楚如三級燒傷。

## 分類

### 早期型 Hereditary Epidermolysis Bullosa (HEB)
遺傳性表皮分解性水皰症(Hereditary Epidermolysis Bullosa)是一種缺乏維繫表皮和真皮組織的遺傳性罕見疾病，因為患有此症的病人，皮膚容易起水泡，因此這類病人俗稱為「泡泡龍病友」。此症的症狀包括全身容易起水泡，除了皮膚之外，口腔內膜、消化道也會產生水泡；可能會有營養不良，肢體萎縮等情形, 依照水泡破裂位置分類，症狀可分為單純型、接合型和失養型三大類。根據美國的資料，新生兒有遺傳性表皮分解性水皰症的比例約五萬分之一。無根治方法，僅能照顧患者，避免傷口感染。
2007年底，台湾雲林一名出生逾七個月的新生兒曾因此病而早逝，事後健保不給予醫療補助，要求其自行負擔一切費用。財團法人罕見疾病基金會曾對此大力批評。病友們另組社團法人台灣泡泡龍病友協會追求其權利。

### 單純型 EB Simplex (EBS)
單純型是指水泡於表皮的 keratinocyte 細胞出現，可再細分為:
- EBS - Weber-Cockayne (EBS-WC)
- EBS - Koebner (EBS-K)
- EBS - Dowling-Meara (EBS-DM): 因 KRT5 (E477K) 或 KRT14 的 R125C 或 R125H 基因错义突变造成
- EBS - Mottled Pigmentation (EBS-MP) - 因 KRT5 (I161S) 或 plectin gene 基因错义突变造成 (詳情可參看 Koss-Harnes et al., 1997;Koss-Harnes et al., 2002)

### 接合型 Junctional EB (JEB)
接合型是指水泡於皮膚及黏膜的基底膜出現: 因表皮與真皮間的 laminin 5, laminin 6,異常，嚴重患者通常因呼吸道和消化道出現水泡而在年幼時即死亡。

### 營養失養型 Dystrophic EB (DEB)
營養失養型是指水泡及創傷於皮膚深層的基底膜下的真皮上層出現,缺乏第7型膠原蛋白。

## 病学
每百萬人便有 50 名病患，92% 為單純型，5% 為營養失養型，1% 為接合型，2% 未能分類。每 333 人便有 1 人帶有接合型变異基因，每 450 人便有 1 人帶有營養失養型变異基因。病患數目並沒因性別或種族原因而有別。 （页面存档备份，存于）  （页面存档备份，存于）

## 治療
現無根治方法。病人須每天換藥包紮，以含銀或移轉型敷料，降低皮膚傷口感染與沾黏，以維持皮膚完整和不受感染。轉型敷料一般為燒燙傷病人才使用。

## 篩檢
孕婦在懷孕18至20周，可取胎兒皮膚切片作電子顯微產前檢查。

## 外部連結
- DebRA （页面存档备份，存于）（英文） - 美國營養失養型表皮溶解水皰症研究組織
- DebRA UK （页面存档备份，存于）（英文） - 英國營養失養型表皮溶解水皰症研究組織
- 史丹福表皮溶解水皰症研究（英文）